# بيل نورمان
بيل نورمان (بالإنجليزية: Bill Norman)‏ هو لاعب كرة قاعدة أمريكي، ولد في 16 يوليو 1910 في سانت لويس في الولايات المتحدة، وتوفي في 21 أبريل 1962 في ميلواكي في الولايات المتحدة بسبب نوبة قلبية.

## وصلات خارجية
- بيل نورمان على موقعبيزبول رفرنس.كوم (الدوري الرئيسي) (الإنجليزية)
- بيل نورمان على موقعبيزبول رفرنس.كوم (الدوري الثانوي) (الإنجليزية)